# Coralliophila macleani
Coralliophila macleani är en snäckart som beskrevs av Shasky 1970. Coralliophila macleani ingår i släktet Coralliophila och familjen Coralliophilidae. Inga underarter finns listade i Catalogue of Life.